# Julia Großner
Julia Großner, née le 4 mai 1988 à Weimar, est une joueuse de beach-volley allemande.
Elle remporte avec Nadja Glenzke la médaille d'or des Championnats d'Europe de beach-volley en 2017 à Jurmala.